# Cinta exprés (escalada)

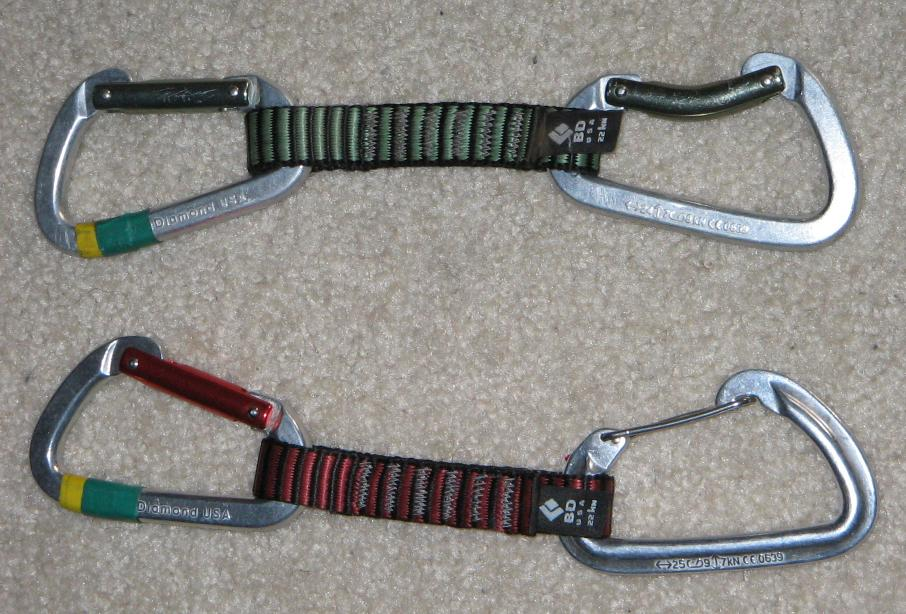
Dos express. El express superior tiene el gozne en tubo y el inferior el gozne con cable.

Un express es usado en escalada para sujetar la cuerda a los puntos de anclaje en la roca o en una pared artificial.
Un express está compuesto por dos mosquetones conectados por una eslinga cosida, llamada cinta express. Esta cinta puede ser de casi cualquier longitud, dependiendo del uso previsto. Una cinta más larga es útil para evitar el tirón o efecto de tracción cuando la cuerda no sigue una trayectoria rectilínea o para limitar la fricción de la cuerda contra la roca. Los dos mosquetones no tienen porque ser necesariamente idénticos. En general, uno puede ser simple y el otro curvado. El mosquetón curvado siempre está conectado a la cuerda. Por un lado, esto facilita la introducción de la cuerda y, por otro lado, reduce el riesgo de dañar la cuerda al frotarse contra las irregularidades del metal del otro mosquetón causadas durante su uso normal.
Los express se pueden fabricar de forma manual o ser manufacturados. Pueden estar hechos con  una amplia variedad de mosquetones, como son los mosquetones con seguro, con cable o curvos. Estos mosquetones especializados pueden estar presentes en cualquier extremo del express para responder a diferentes situaciones específicas.
- Datos: Q1384878
- Multimedia: Quickdraws / Q1384878